# 敖德薩歌劇及芭蕾舞劇院
國立敖德薩戲劇和芭蕾舞學術劇場（烏克蘭語：Одеський національний академічний театр опери та балету）是烏克蘭南部港口城市敖德薩歷史最悠久的一座劇場。第一座劇場於1810年開業，但在1873年被大火燒毀。現在的建築為新巴洛克式風格，開業於1887年。劇場的建築十分華麗。劇場最近一次裝修是在2007年。